# Reb
Reb (z jid. ‏רב‎) – zwrot grzecznościowy, za pomocą którego zwraca się do szanowanych członków gminy żydowskiej i starszych mężczyzn. Zwykle poprzedza imię i nazwisko.
W języku jidysz wyraz ten stosowany jest do każdego dorosłego Żyda. Poprzedza zawsze albo samo imię (np. reb Chaim), albo imię i nazwisko (reb Chaim Goldman).